# Gabriel Schachinger

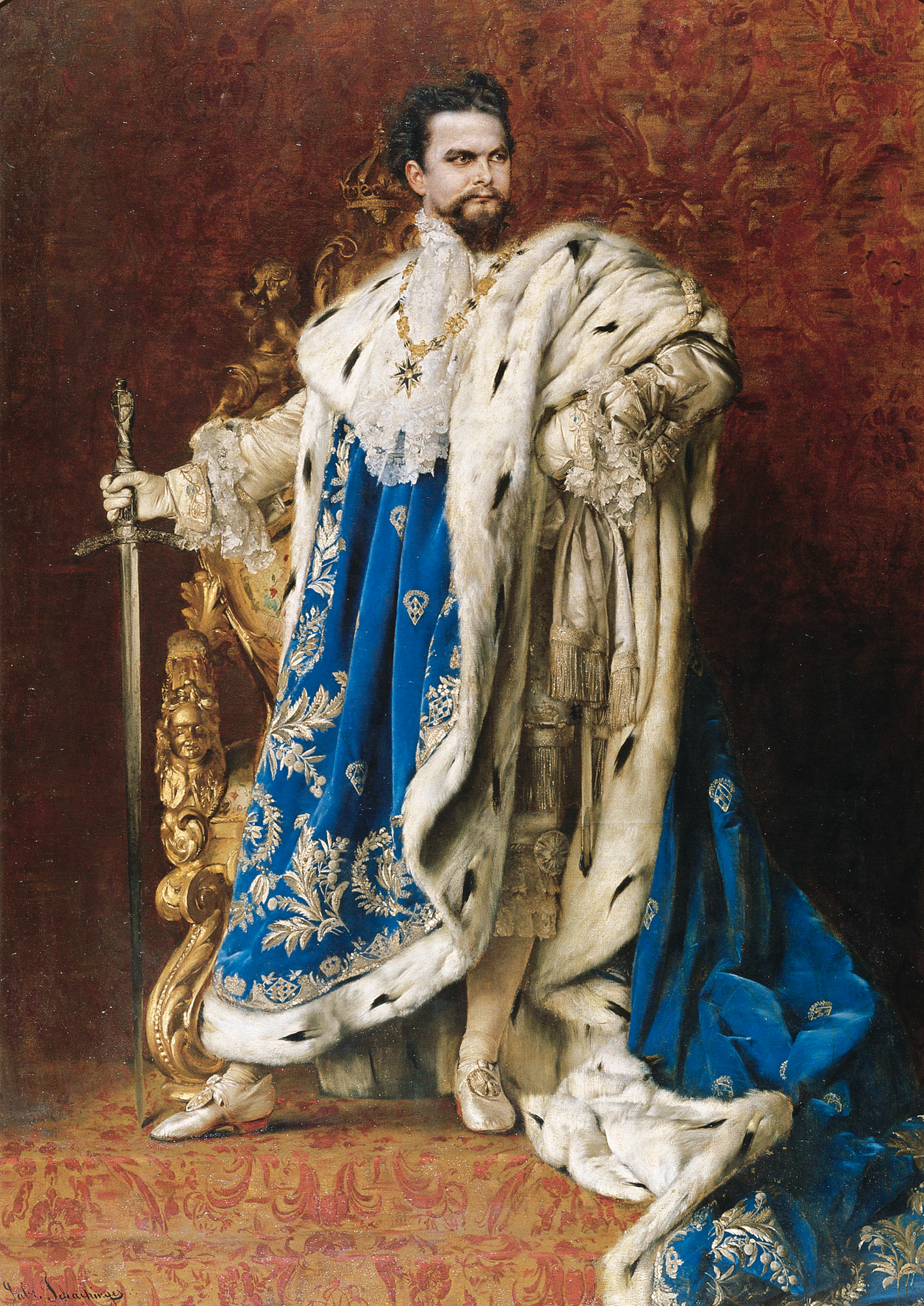
II. Lajos bajor király (1887)

Gabriel Schachinger (München, 1850. március 31. – Eglfing, 1912. május 9.) német festőművész.

## Élete
Egy aranyozó fiaként született. A müncheni művészeti akadémián kapott művészeti képzést Hermann Anschütz, Wagner Sándor és Karl von Piloty keze alatt. 1876–78 között bajor állami ösztöndíjjal Olaszországban tanult, azután Münchenben telepedett le.

## Művei
A legfontosabb művei közé tartozik a mennyezet festése a wiesbadeni kórházban, egy függöny a Bajor Nemzeti Színházban, Münchenben. Különben főként portrékat, virágcsendéleteket, életképeket készített. Kifestette a Bajor Birodalmi Tanács Kamarája oratóriumát, megfestette II. Miksa bajor király majd II. Lajos bajor király portréját. A legjobban ismert az 1887-ben alkotott tökéletes festmény, amely Lajos királyt a Szent György lovagrend nagymestereként ábrázolja, s a Herrenchiemsee-kastélymúzeum falán ma is megtekinthetjük.

## Családja
Leánya, Irene opera- és koncerténekes, a fia, Walter festő és karmester volt.

## Fordítás
- Ez a szócikk részben vagy egészben  a   Gabriel Schachinger című német Wikipédia-szócikk ezen változatának fordításán alapul.  Az eredeti cikk szerkesztőit annak laptörténete sorolja fel. Ez a jelzés csupán a megfogalmazás eredetét és a szerzői jogokat jelzi, nem szolgál a cikkben szereplő információk forrásmegjelöléseként.